# Брайън Кокс (актьор)
 Тази статия е за шотландския актьор.  За други личности с това име вижте Брайън Кокс.  
Брайън Денис Кокс, CBE (на английски: Brian Denis Cox) е шотландски актьор.

## Биография
Роден е на 1 юни 1946 г. в Дънди, Шотландия. От 17 до 19-годишна възраст посещава Лондонската академия за музикално и драматично изкуство.

## Частична филмография
- „Николай и Александра“ (1971)
- „Има ли пилот в самолета 2“ (1982)
- „Преследвачът“ (1986)
- „Железният Уил“ (1994)
- „Принцът на Дания“ (1994)
- „Роб Рой“ (1995)
- „Смело сърце“ (1995)
- „Верижна реакция“ (1996)
- „Невидимия“ (1996)
- „Дълга целувка за лека нощ“ (1996)
- „Целуни момичетата“ (1997)
- „Боксьорът“ (1997)
- „Последен шанс“ (1998)
- „Колежът „Ръшмор““ (1998)
- „Човекът Минус“ (1999)
- „Нюрнберг“ (2000)
- „Футбол и мамбо“ (2000)
- „Купата“ (2000)
- „Супер патрул“ (2001)
- „Точно като Синатра“ (2001)
- „Самоличността на Борн“ (2002)
- „Предизвестена смърт“ (2002)
- „Адаптация.“ (2002)
- „25-ият час“ (2002)
- „Х-Мен 2“ (2003)
- „Троя“ (2004)
- „Превъзходството на Борн“ (2004)
- „Мач пойнт“ (2005)
- „Нощен полет“ (2005)
- „Измамникът“ (2005)
- „С ножица в ръка“ (2006)
- „Зодиак“ (2007)
- „Битката за Тера“ (2007)
- „Легенда за езерото“ (2007)
- „Фантастичният мистър Фокс“ (2009)
- „Бесни страшни пенсии“ (2010)
- „Кориолан“ (2011)
- „Възходът на планетата на маймуните“ (2011)
- „Бесни страшни пенсии 2“ (2013)
- „Пиксели“ (2015)
- „Наследници“ (2018 – 2023), сериал